# Erich Göstl
Dr. jur. Erich Göstl (Viena, 17 de abril de 1925 - 28 de octubre de 1990) fue miembro de las Waffen SS, que fue galardonado con la Cruz de Caballero de la Cruz de Hierro que fue otorgado para reconocer la valentía extrema en el campo de batalla o el liderazgo militar exitoso.
En la Segunda Guerra Mundial, fue miembro de la 1ª División SS Leibstandarte SS Adolf Hitler durante la campaña de Normandía, donde fue sexto en la empresa, primero Panzer Grenadier Regimiento, en las inmediaciones de la localidad francesa de Tilly, a pocos kilómetros de Caen.
Göstl era un artillero-ametrallador, de la dotación de una MG 42, la defensa de su posición en contra de un ataque inglés (posiblemente de Canadá). Durante los intensos combates, recibió un disparo en su ojo izquierdo. Y la metralla luego lo hirió en su brazo izquierdo. Sin desanimarse, continuó al fuego y fue alcanzado luego en el otro ojo, que "casi desgarró su frente". Incluso entonces, completamente ciego, siguió a los disparos de su puesto de ametralladora, solo y disparando a lo que oía, pues era completamente incapaz de ver nada. Continuó manteniéndose detrás de su ametralladora y recibió otro golpe en la mejilla derecha y la zona de la nariz de la cara destrozadas. Göstl lugar hasta que el ataque enemigo fue rechazado en última instancia, pero se cree que sólo a causa de un atasco en la ametralladora. Su amigo Elmar Bonn se abrió camino hacia adelante y con la ayuda de algunos otros hombres fue capaz de traer de vuelta a una posición segura. En todo momento, sufría dolor horrible y estaba sangrando mucho de la cara.
Göstl sobrevivió y fue enviado a un hospital de campaña antes de ser evacuado a Alemania. Estuvo en la escuela para ciegos Cerninpalast, Praga, cuando se le concedió la Cruz de Caballero. Fue seleccionado con fines de propaganda en la Alemania nazi, se ha especulado que esto se debió a la gravedad de sus lesiones, pero esto nunca ha sido corroborada por la documentación. Como resultado de la cuenta no era muy conocido en los últimos años de la guerra. 
Erich Göstl más tarde describió sus acciones como, "sólo cumplir con mi deber". También diría que de mantenerse en su posición: "Yo no podía hacer otra cosa en el momento". Junto con todo el personal militar del Eje que se convertiría en un prisionero de guerra y fue liberado en abril de 1946. Con la gran ayuda de su esposa, obtuvo un Doctorado en Derecho por la Universidad de Viena. Murió a la edad de 65 años, en octubre de 1990, en Sankt Jakob, Austria.
- Datos: Q5388034